# Jerzy Bal
Jerzy Matiaszowicz Bal, syn Matjasza, herbu Gozdawa, ze Zboisk, od 1435 roku z Humnisk, starosta sanocki do roku 1473.
Właściciel ziemski z XV wieku, pochodził z rodu Balów.
Był synem Matjasza ze Zboisk, zwanego Czarnym (Niger), i wnukiem założyciela rodu Bal w Polsce – Piotra Węgrzyna (Petrus Ungarus) de Smolic.
Od 1443 był dzierżawcą wsi Sanoczek. W 1447 roku nabył miejscowości Bircza i Lipa, w 1450 roku założył Malawę. Oprócz tego był właścicielem Brzeżawy, Kotowa, Rudawki, Nowej Wsi, Starej Birczy, oraz przypuszczalnie Boguszówki, Korzeńca, Leszczawy Dolnej, Leszczawy Górnej, Leszczawki.
Jego syn – Jerzy Birecki, nabył w 1491 roku Sufczynę.
Był protoplastą rodów Bireckich i Humnickich.